# Apsara

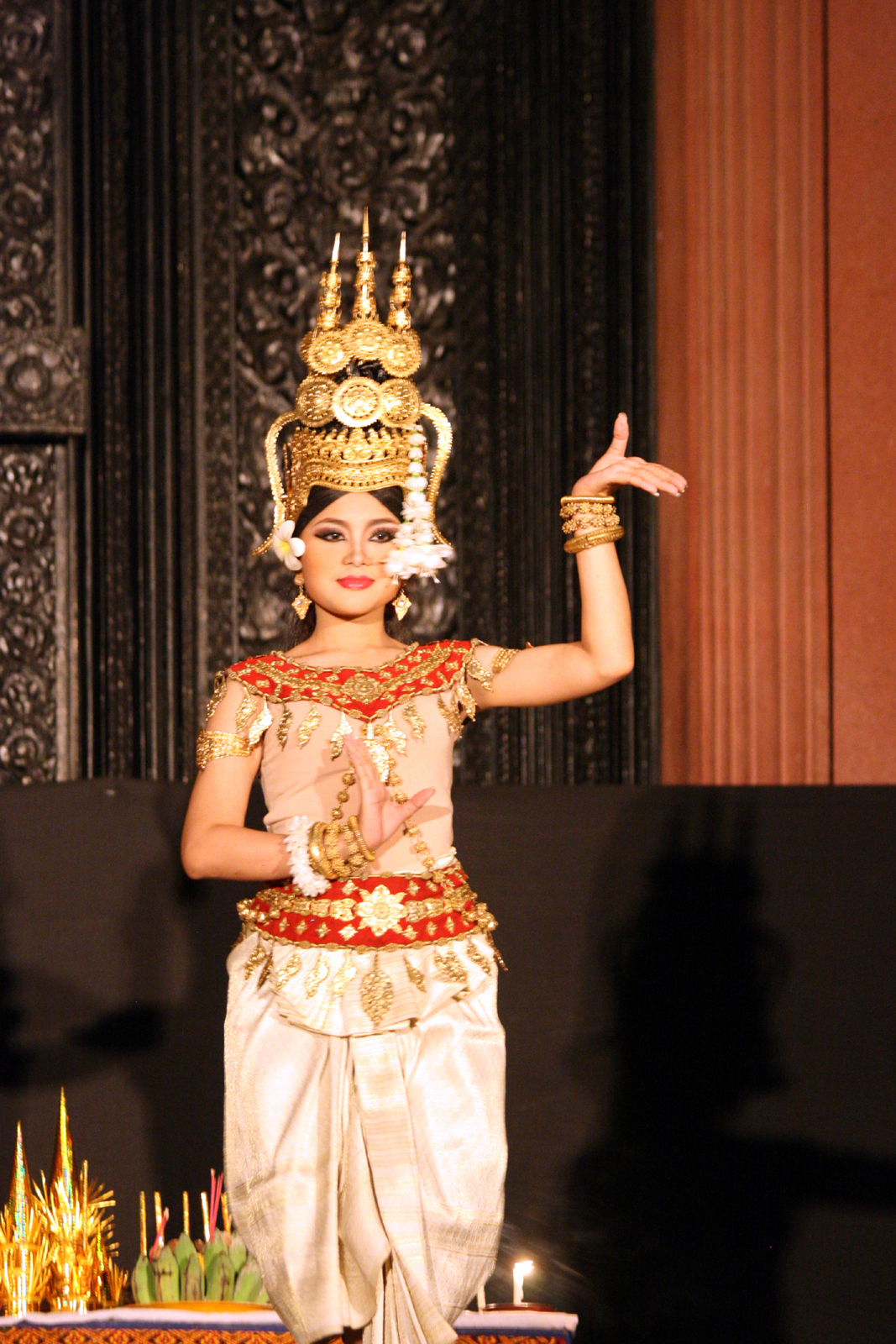
Một vũ công người Khmer trong trang phục Apsara ở Angkor Wat, Campuchia

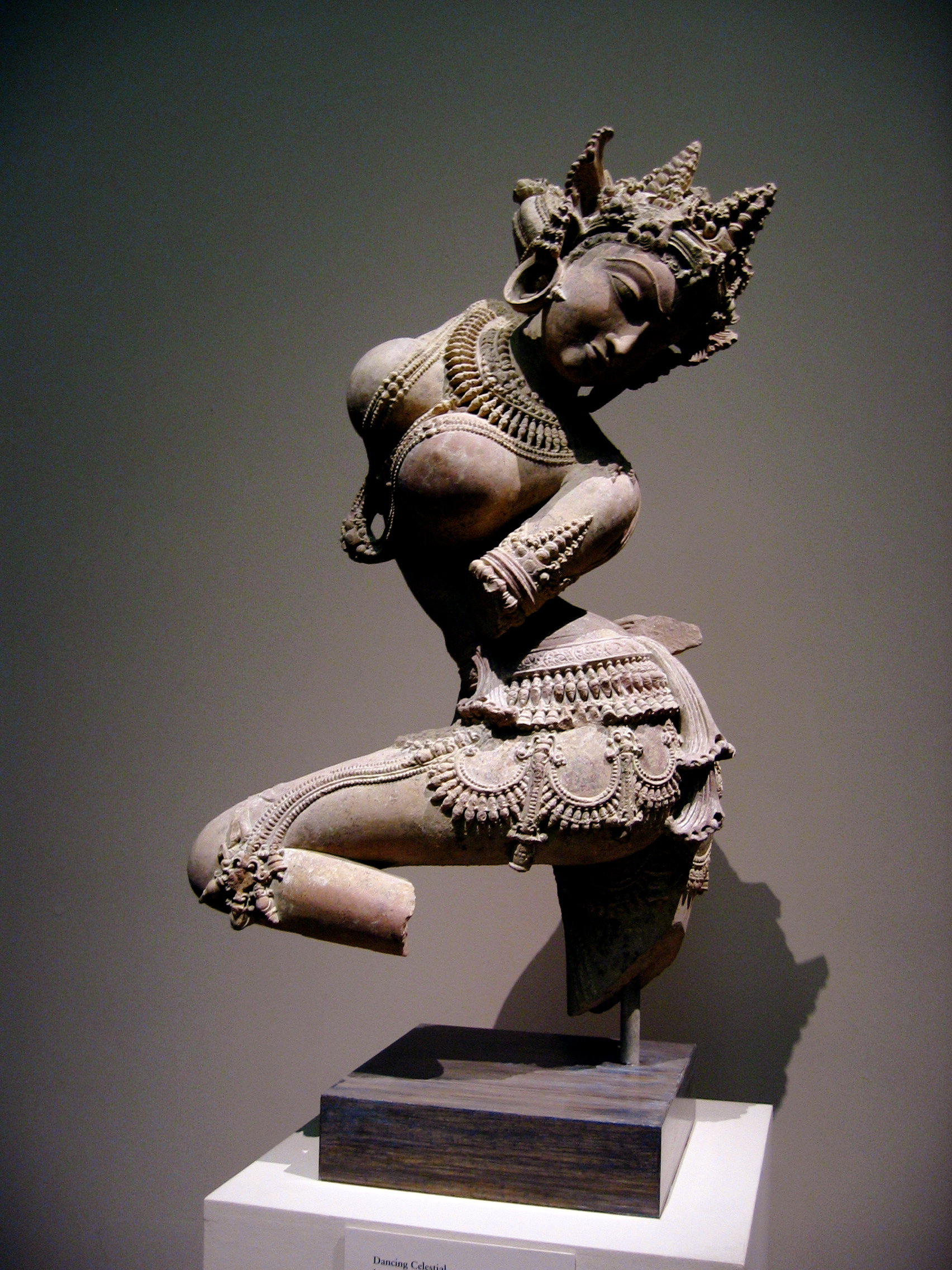
Một bức tượng đá Apsara từ thế kỷ 12 ở Uttar Pradesh, Ấn Độ

Apsara (tiếng Hindi:अप्सरा)  là một dạng tiên nữ trong Ấn Độ giáo (Hindu) và thần thoại Phật giáo. Tiếng Việt thường dịch là nữ thần hay tiên nữ.
Apsara được biết đến rộng rãi với cái tên Apsara (អប្សរា) trong tiếng Khmer, và còn được gọi là Accharā trong tiếng Pāli, hoặc Bidadari (tiếng Mã Lai, Maranao), Biraddali (tiếng Tausug, Sinama), Hapsari / Apsari hoặc Widadari / Widyadari (tiếng Java), Helloi (tiếng Meitei) và Apson (tiếng Thái: อัปสร). Các bản dịch tiếng Anh của từ "Apsara" bao gồm "nymph", "fairy", "celestial nymph", and "celestial maiden".
Apsara mang hình dáng những cô gái có vẻ đẹp siêu nhiên. Truyền thuyết cho rằng họ có sắc đẹp tuyệt trần, phong cách thì thanh tao lại rất điêu luyện trong nghệ thuật múa hát, đàn nhạc.
Trong Ấn Độ giáo apsara là vị hôn phối của nam thần nhạc công gandharva và là tỳ nữ hầu hạ cho Indra. Trong khi gandharva tấu nhạc thì apsara múa hát, mua vui cho các thần linh.

## Từ nguyên
Nguồn gốc của 'apsara' bắt nguồn từ tiếng Phạn अप्सरस्, apsaras (ở dạng thân, là dạng từ điển). NB Dạng thân kết thúc bằng 's' khác với, ví dụ: Ramas / Ramaḥ số ít được đề cử (vị thần Ram trong tiếng Hindi), có dạng thân là Rama. Dạng số ít chỉ định là अप्सरास् apsarās, hoặc अप्सरा: apsarāḥ khi đứng một mình, trở thành अप्सरा apsarā trong tiếng Hindi, từ đó có lẽ là từ 'apsara' trong tiếng Anh. Từ điển Monier-Williams đưa ra từ nguyên là: अप् + √सृ, "đi trong vùng nước hoặc giữa vùng nước của những đám mây".

## Trong văn học và nghệ thuật

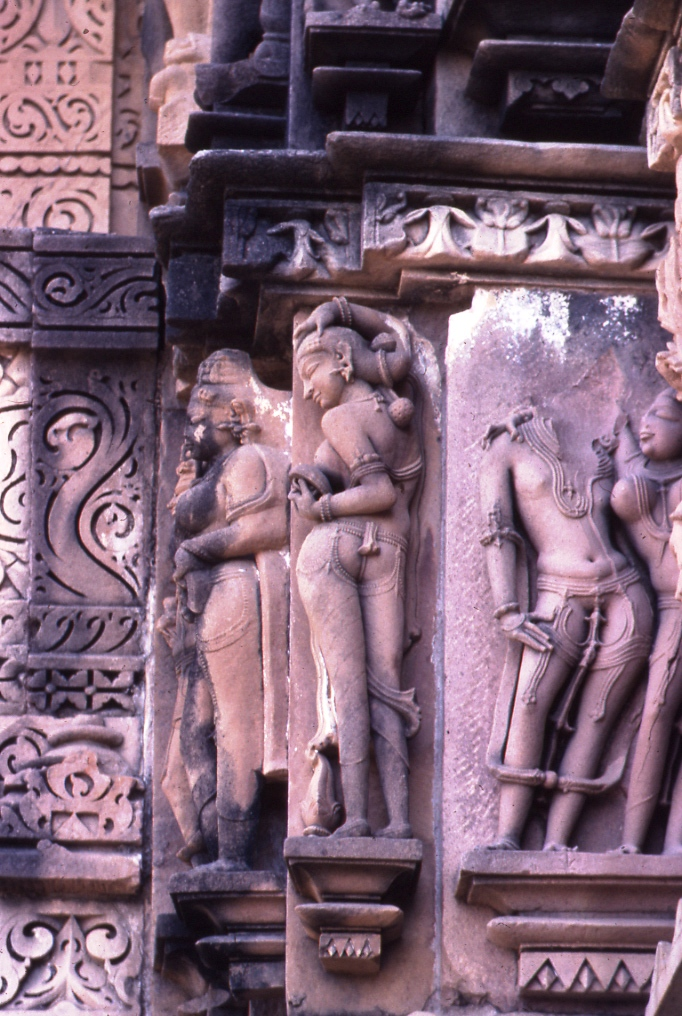
Phù điêu vũ nữ Apsara thuộc Nhóm di tích Khajuraho ở Madhya Pradesh, Ấn Độ

### Rigveda
Rigveda kể về một apsara là vợ của Gandharva; tuy nhiên, Rigveda dường như cũng cho phép sự tồn tại của nhiều hơn một apsara. Những Apsara duy nhất được đặt tên cụ thể là Urvashi. Cả một bài thánh ca đề cập đến cuộc giao lưu giữa Urvashi và người tình phàm trần của cô ấy là Pururavas. Kinh sách Ấn Độ giáo sau này cho phép sự tồn tại của nhiều apsaras, những người đóng vai trò là cận thần của Indra hoặc như những vũ công tại thiên đình của ông.

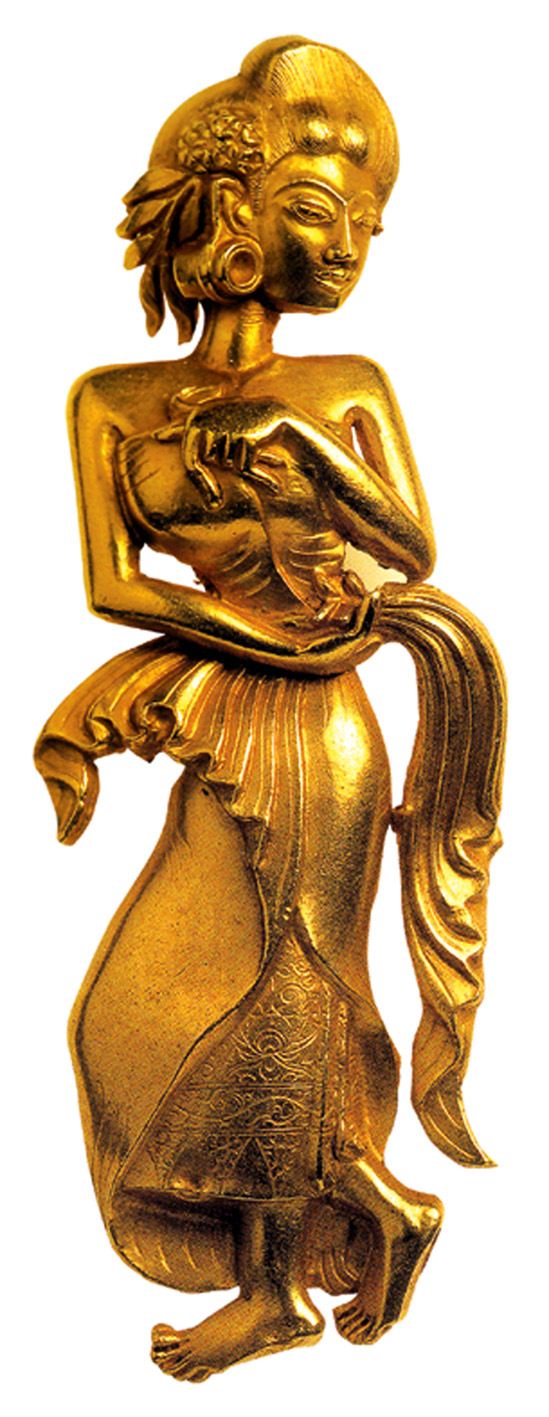
Tượng vàng apsara với phong cách Majapahit, Java, Indonesia.

### Mahabharata
Trong nhiều câu chuyện liên quan đến Mahabharata, apsaras xuất hiện trong những vai phụ quan trọng. Sử thi chứa một số danh sách về các Apsara chính, danh sách này không phải lúc nào cũng giống nhau. Dưới đây là một trong những danh sách như vậy, cùng với mô tả về cách các vũ công thiên thể xuất hiện trước các cư dân và khách mời tại triều đình của các vị thần:
 Ghritachi và Menaka và Rambha và Purvachitti và Swayamprabha và Urvashi và Misrakeshi và Dandagauri và Varuthini và Gopali và Sahajanya và Kumbhayoni và Prajagara và Chitrasena và Chitralekha và Saha và Madhuraswana, những người này và những người khác được sử dụng bởi hàng nghìn người, những người sở hữu đôi mắt như lá sen trong việc lôi kéo trái tim của những người thực hành khổ hạnh cứng nhắc, đã nhảy múa ở đó. Và sở hữu vòng eo thon gọn và vòng hông to đẹp, họ bắt đầu thực hiện nhiều bước tiến hóa khác nhau, lắc mông sâu và nhìn xung quanh, và thể hiện những thái độ hấp dẫn khác có khả năng đánh cắp trái tim và quyết tâm và tâm trí của khán giả.

#### Theo sử thiđạo Hindu

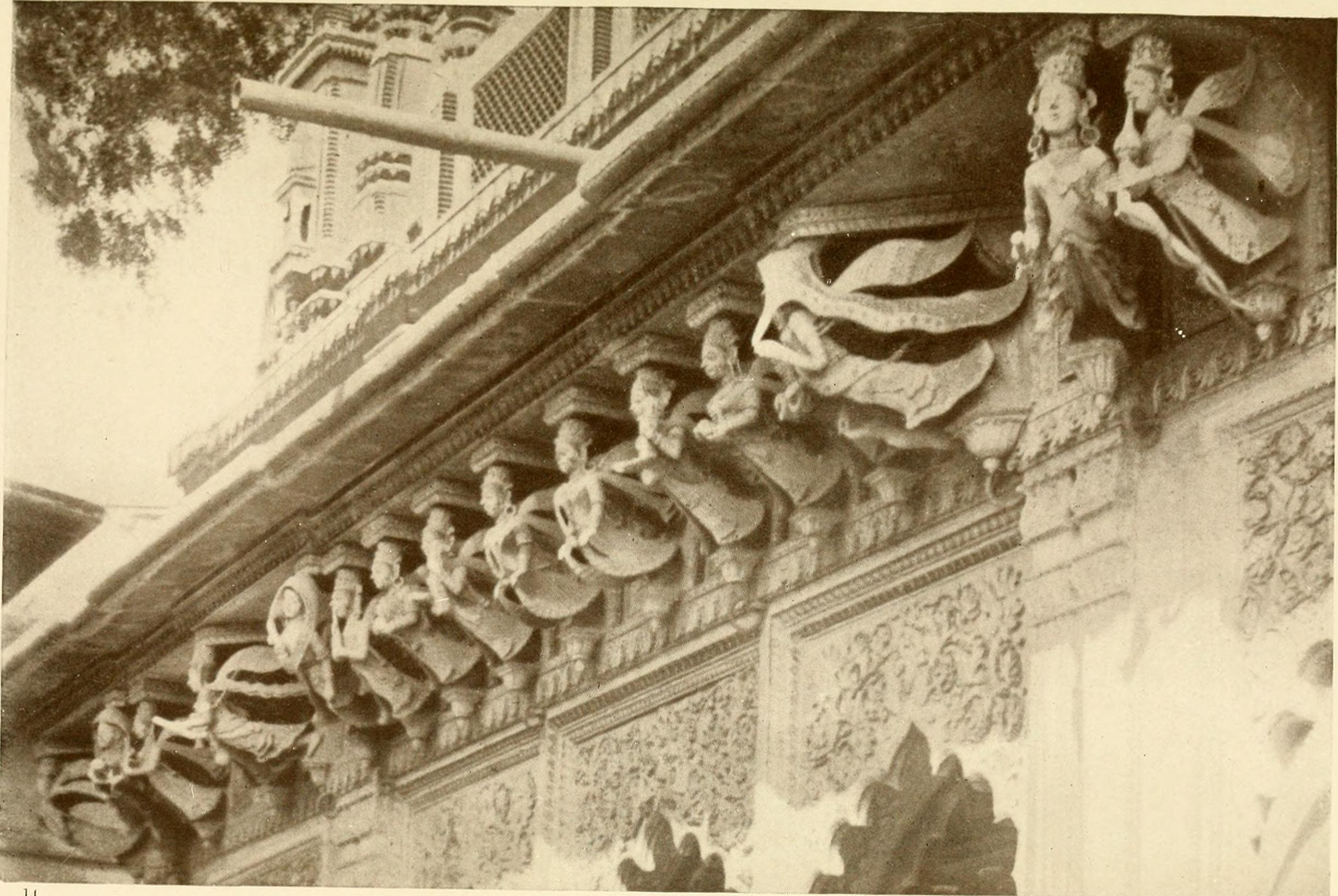
Ấpra tại đền Hindu ở Banares, 1913

Mahabharata ghi lại chiến tích của từng apsara, chẳng hạn như Tilottama, người đã giải cứu thế giới khỏi hai anh em asura hung hãn Sunda và Upasunda, và Urvashi, người đã cố gắng quyến rũ anh hùng Arjuna.

#### Hiền nhân và Mỹ nữ
Một loại câu chuyện hoặc chủ đề xuất hiện lặp đi lặp lại trong Mahabharata là câu chuyện về một apsara được gửi đến để đánh lạc hướng một nhà hiền triết hoặc bậc thầy tâm linh khỏi những thực hành khổ hạnh của ông ta. Một câu chuyện thể hiện chủ đề này là câu chuyện được kể lại bởi nữ anh hùng sử thi Shakuntala để giải thích nguồn gốc của chính cô ấy. Xa xưa, nhà hiền triết Viswamitra đã tạo ra năng lượng mãnh liệt bằng phương pháp khổ hạnh của mình đến nỗi chính Indra cũng trở nên sợ hãi. Quyết định rằng nhà hiền triết sẽ phải bị phân tâm khỏi sự đền tội của mình, ông đã gửi apsara Menaka để làm bùa của cô ấy. Menaka run rẩy khi nghĩ đến việc chọc giận một nhà khổ hạnh quyền năng như vậy, nhưng cô đã tuân theo mệnh lệnh của thần. Khi cô đến gần Viswamitra, thần gió Vayu đã xé quần áo của cô. Nhìn thấy cô ấy như vậy, nhà hiền triết đã từ bỏ chính mình cho dục vọng. Nymph và nhà hiền triết có quan hệ tình dục trong một thời gian, trong thời gian đó, sự khổ hạnh của Viswamitra bị đình chỉ. Kết quả là Menaka sinh ra một đứa con gái, người bị cô bỏ rơi bên bờ sông. Cô con gái đó chính là Shakuntala, người kể lại câu chuyện.

#### Natya Shastra
Natya Shastra, tác phẩm chính về lý thuyết kịch cho phim truyền hình tiếng Phạn, liệt kê các apsara sau: Manjukesi, Sukesi, Misrakesi, Sulochana, Saudamini, Devadatta, Devasena, Manorama, Sudati, Sundari, Vigagdha, Vividha, Budha, Sumala, Santati, Sunanda, Sumukhi, Magadhi, Arjuni, Sarala, Kerala, Dhrti, Nanda, Supuskala, Supuspamala và Kalabha.

#### Văn hoá Khmer

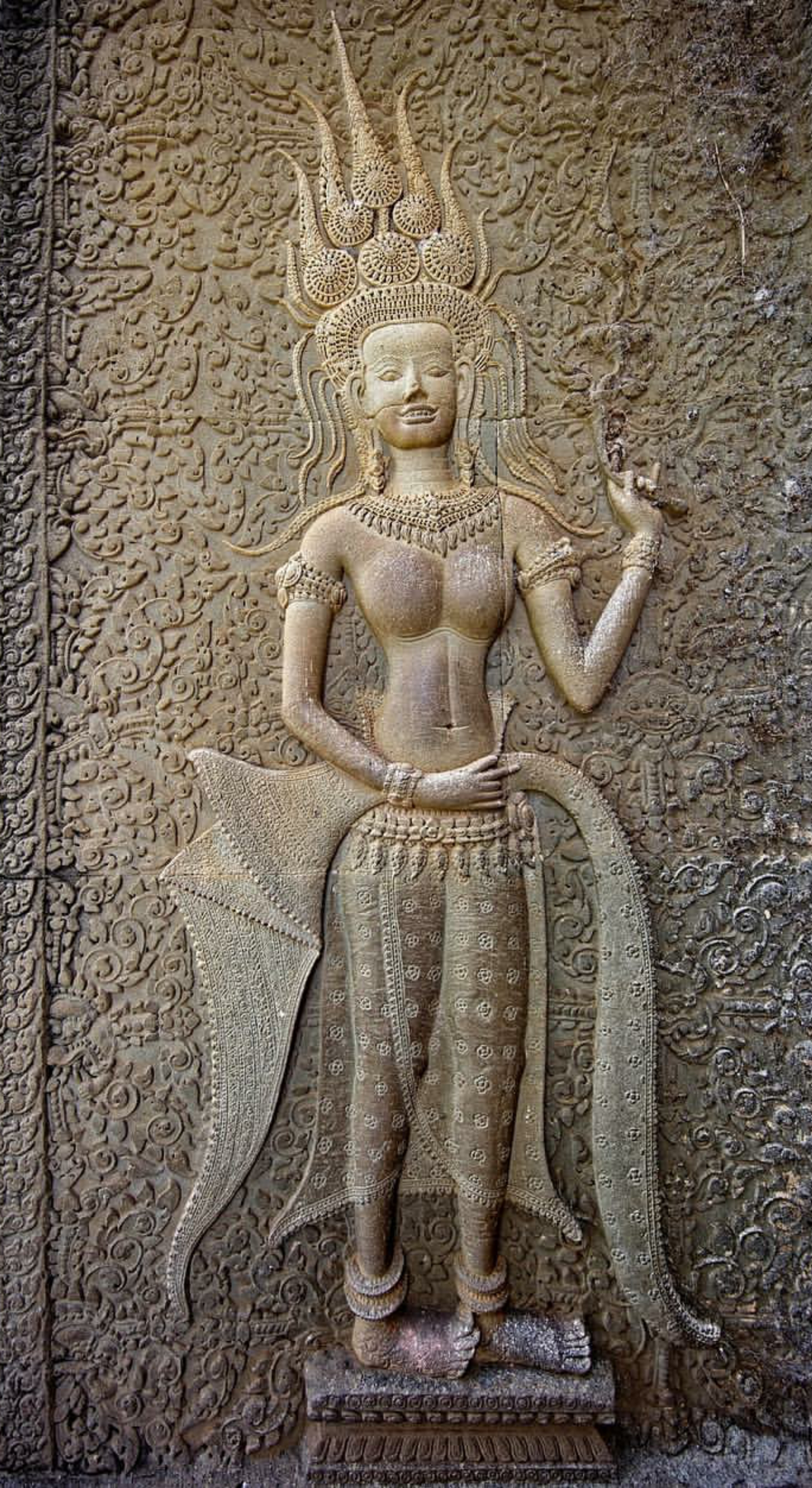
Phù điêu Apsara ở Angkor Wat

Apsara đại diện cho một mô típ quan trọng trong các bức phù điêu đá của các ngôi đền Angkor ở Campuchia (thế kỷ 8 - 13 sau Công nguyên), tuy nhiên tất cả các hình tượng phụ nữ không được coi là apsara. Hòa hợp với sự kết hợp của múa với apsara của Ấn Độ, các hình tượng phụ nữ Khmer đang nhảy hoặc đang sẵn sàng nhảy được coi là apsara; những hình tượng phụ nữ, được miêu tả riêng lẻ hoặc theo nhóm, đang đứng yên và hướng về phía trước theo cách của những người canh gác hoặc người trông coi đền được gọi là devata.
Các bức phù điêu của các ngôi đền Angkor đã trở thành nguồn cảm hứng của vũ điệu cổ điển Khmer. Một nghệ thuật trình diễn giống như những vũ điệu bản địa của Campuchia, thường được gọi là "Vũ điệu Apsara". Điệu múa được sáng tạo bởi Nhà hát Ca vũ kịch Hoàng gia Campuchia vào giữa thế kỷ 20 dưới sự bảo trợ của Nữ hoàng Sisowath Kossamak của Campuchia. Vai trò của apsara do một người phụ nữ đóng, mặc trang phục truyền thống bó sát người với đồ trang sức mạ vàng và mũ đội đầu được mô phỏng theo các bức phù điêu Angkor, có những cử chỉ duyên dáng, nhẹ nhàng được hệ thống hóa để kể lại những câu chuyện thần thoại hoặc tôn giáo cổ điển.

#### Trong văn hóa ở quần đảo Mã Lai

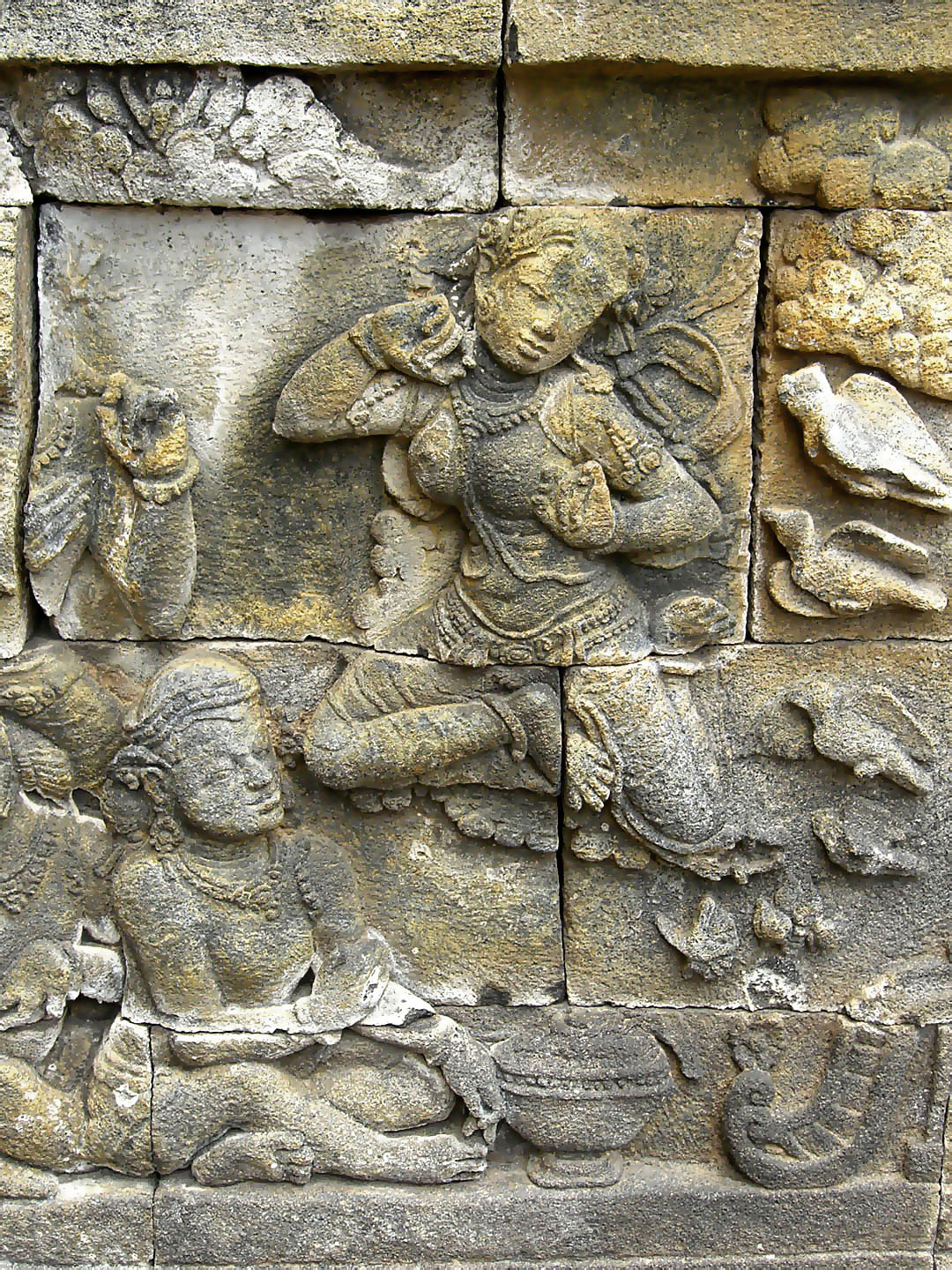
Phù điêu Apsara ở đền Borobudur (Thế kỷ 9)Java, Indonesia

Trong tiếng Mã Lai từ suốt thời trung cổ, apsaras còn được gọi là 'bidadari', được ghép với 'vidyadharis' (từ tiếng Phạn vidhyadhari: vidhya, 'kiến thức'; dharya, 'có, người mang, hoặc người mang') được gọi là Bidadari trong ngôn ngữ Mã Lai hiện đại (tồn tại ở cả hai tiêu chuẩn Indonesia và Malaysia), các nữ của các vidyādharas, một hạng thiên thể khác trong thần thoại Ấn Độ. Theo Từ điển Monier-Williams, 'Vidyādhara' có nghĩa đen là 'sở hữu khoa học hoặc phép thuật', và đề cập đến 'một loại sinh vật siêu nhiên ... sở hữu sức mạnh ma thuật' hoặc 'thần tiên'. Bidadaris là những thiếu nữ trên trời, sống ở svargaloka hoặc trong thiên cung của Indra, được mô tả trong điệu múa Bali (bidadari hoặc apsara).
Theo truyền thống, apsaras được mô tả là những thiếu nữ sống trên thiên đường của Indra (Kaéndran). Họ nổi tiếng với nhiệm vụ đặc biệt: được Indra cử đến trái đất để dụ dỗ những người khổ hạnh, những người mà bằng cách luyện tập khắc nghiệt của họ có thể trở nên mạnh mẽ hơn các vị thần. Chủ đề này xuất hiện thường xuyên trong các truyền thống của người Java, bao gồm cả Kakawin Arjunawiwaha, được viết bởi mpu Kanwa vào năm 1030 dưới thời trị vì của vua Airlangga. Câu chuyện kể rằng Arjuna, để đánh bại Niwatakawaca khổng lồ, đã tham gia vào thiền định và khổ hạnh, do đó Indra đã cử apsaras đến quyến rũ anh ta. Arjuna, tuy nhiên, đã chinh phục được dục vọng của mình và sau đó giành được những vũ khí tối tân từ các vị thần để đánh bại gã khổng lồ.
Sau đó trong truyền thống của người Java, apsara còn được gọi là Hapsari, còn được gọi là Widodari (từ tiếng Phạn vidyādhari). Truyền thống Phật giáo-Ấn Độ giáo của người Java cũng ảnh hưởng đến Bali. Trong điệu múa Bali, chủ đề về các thiếu nữ trên trời thường xảy ra. Các điệu múa như Sanghyang Dedari và Legong đã miêu tả các thiếu nữ thần thánh theo cách riêng của họ. Trong triều đình của Mataram Sultanate, truyền thống miêu tả các thiếu nữ trên trời trong các điệu múa vẫn còn sống và tốt. Các điệu múa cung đình của người Java ở Bedhaya mô tả các apsaras.
Tuy nhiên, sau khi đạo Hồi được áp dụng, bidadari được đánh đồng với houri, tiên nữ trên trời được đề cập trong Kinh Koran, trong đó Chúa đã tuyên bố rằng 'ngọc trai cấm' của thiên đường là dành cho những người đàn ông đã chống lại sự cám dỗ và trải qua thử thách trong cuộc sống. Hồi giáo lan rộng ở quần đảo Mã Lai khi các thương nhân Ả Rập đến buôn bán gia vị với người Mã Lai; Vào thời điểm đó, Ấn Độ giáo hình thành nền tảng của văn hóa Mã Lai, nhưng chủ nghĩa đồng nhất với tôn giáo và văn hóa Hồi giáo đã tạo ra ý tưởng về một Bidadari. Nó thường được coi là một lời đề nghị được đánh giá cao cho những ai sống một lối sống phục vụ và đẹp lòng Đức Chúa Trời; Sau khi chết, Bidadari là vợ hoặc vợ của người đàn ông, tùy thuộc vào loại người anh ta. Sự xứng đáng của một người được dâng cúng Bidadari tùy thuộc vào sự thánh thiện của ông ấy: ông ta cầu nguyện thường xuyên như thế nào, ông ta quay lưng với 'thế giới bên ngoài' bao nhiêu, và ông ta ít để ý đến những ham muốn trần tục.

## Nghệ thuật thị giác

### Đảo Java và Bali, Indonesia
Hình ảnh của apsaras được tìm thấy trong một số ngôi đền của Java cổ đại có niên đại từ thời đại của triều đại Sailendra đến thời kỳ của đế chế Majapahit. Các tiên nữ apsara có thể được tìm thấy như những họa tiết trang trí hoặc cũng là những phần không thể thiếu của một câu chuyện trong bức phù điêu. Hình ảnh của apsara có thể được tìm thấy trên Borobudur, Mendut, Prambanan, Plaosan và Penataran.
Tại Borobudur, các apsara được miêu tả là những thiếu nữ thiên nữ xinh đẹp một cách thần thánh, được vẽ ở tư thế đứng hoặc đang bay, thường cầm hoa sen, xòe cánh hoa hoặc vẫy quần áo thiên thể như thể chúng là đôi cánh cho phép họ bay. Ngôi đền Mendut gần Borobudur mô tả các nhóm devatas, những vị thần bay trên thiên đường, trong đó có apsara. Trong khuôn viên đền Prambanan, đặc biệt là trong đền Vishnu, dọc theo phòng trưng bày, người ta tìm thấy một số hình ảnh của các nam devata có hai apsaras ở hai bên.

### Manipur, Ấn Độ
Trong văn hóa Manipur cổ đại của người Meitei ở đông bắc Ấn Độ, apsara được coi là tiên nữ trên trời hoặc hellois vì những sinh vật bay giống cơ thể phụ nữ của con người thu hút những người đàn ông lang thang hoặc bất kỳ hiệp sĩ nào lạc đường trong rừng. Họ được biết đến với vẻ đẹp, sự quyến rũ, sức mạnh ma thuật và Từ tính Androphilic siêu nhiên đầy mê hoặc. Họ được cho là có số lượng bảy và là con gái của thần bầu trời hoặc thần Soraren.

### Văn hoángười Chăm, Việt Nam
Apsara cũng là một mô típ quan trọng trong nghệ thuật của Chămpa, nước láng giềng của Angkor thời trung cổ ở phía đông dọc theo bờ biển mà ngày nay là miền trung Việt Nam. Đặc biệt đáng chú ý là các mô tả apsara trong phong cách Trà Kiệu của nghệ thuật Chăm, một phong cách phát triển mạnh vào thế kỷ 10 và 11 sau Công nguyên.

### Văn hóa Trung Quốc
Apsara thường được mô tả như những nhân vật biết bay trong các bức tranh bích họa và tác phẩm điêu khắc của các hang động Phật giáo ở Trung Quốc như trong hang Mạc Cao, hang Du Lâm, hang đá Long Môn và hang đá Vân Cương. Họ cũng có thể được miêu tả là vũ công hoặc nhạc công. Họ được gọi là "phi thiên" (飞天) trong tiếng Trung Quốc.

## Vũ điệu Apsara

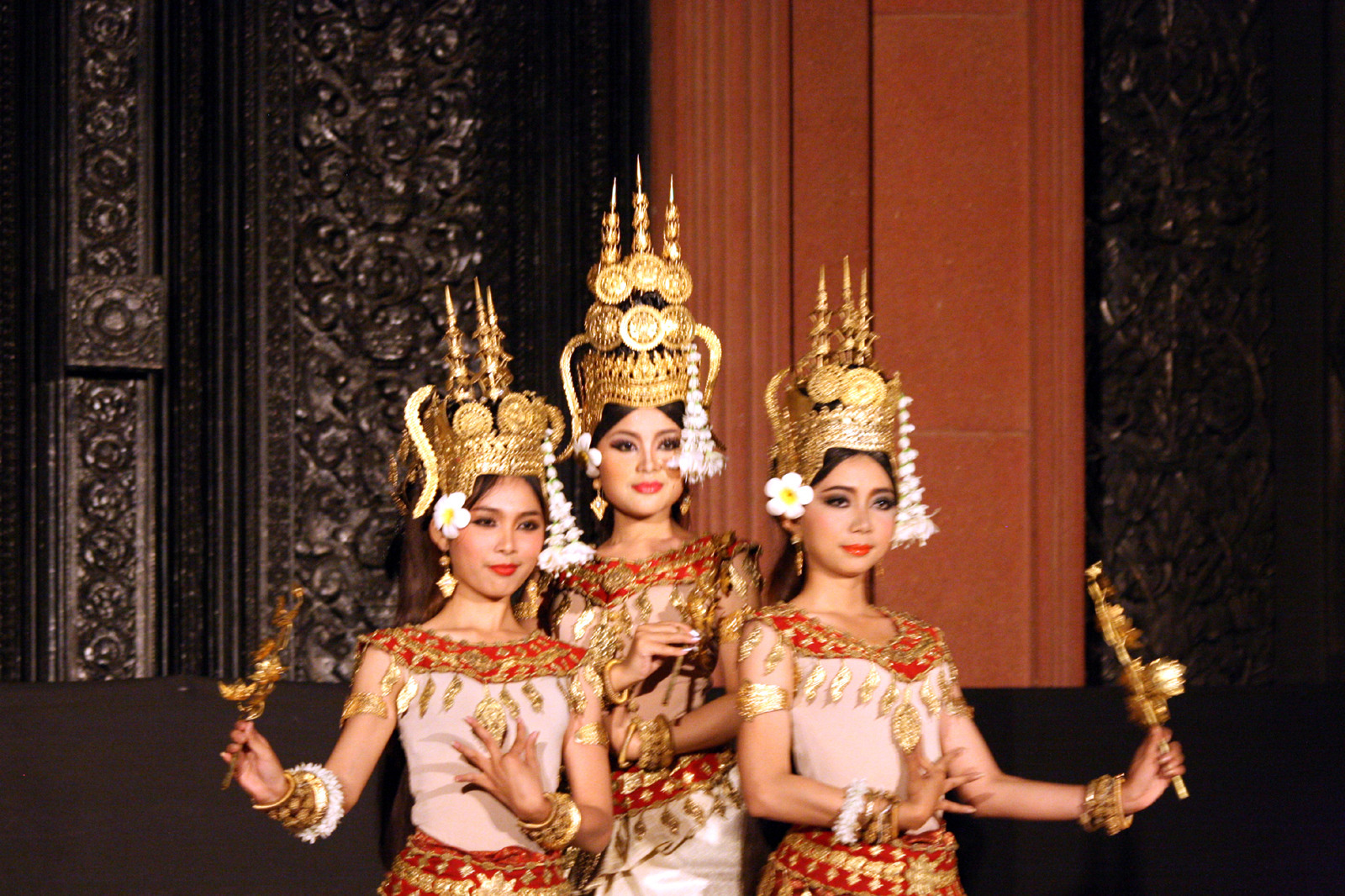
Ba nữ vũ công Campuchia trong trang phục Apsara

Vũ điệu Apsara được thể hiện bởi một người phụ nữ, được may trong trang phục truyền thống bó sát, có những cử chỉ duyên dáng, e ấp được biểu diễn để thuật lại những câu chuyện thần thoại cổ điển hoặc những câu chuyện tôn giáo.

### Lịch sử
Apsara đại diện cho một mô típ quan trọng trong các bức phù điêu bằng đá của các ngôi đền Angkorian ở Campuchia (thế kỷ 8 - 13 sau Công nguyên), tuy nhiên tất cả các hình tượng phụ nữ không được coi là apsara. Hòa hợp với sự kết hợp của vũ điệu với apsara của người Ấn Độ, các hình tượng phụ nữ Khmer đang nhảy hoặc đang sẵn sàng nhảy được coi là apsara; Các nhân vật nữ, được mô tả riêng lẻ hoặc theo nhóm, đang đứng yên và hướng về phía trước theo cách của những người canh gác hoặc người trông coi đền được gọi là devata.
Vào những năm 1940, Nữ hoàng Sisowath Kossomak Nearirath Serey Vatthana, vợ của Vua Norodom Suramarit, được gửi lời mời đến thăm trường tiểu học Sothearath. Khi ở đó, cô thấy cô chủ trường chuẩn bị một điệu nhảy angkor apsara đầy cảm hứng do các em nhỏ đang đi học biểu diễn trong trang phục apsara bằng giấy bao gồm Vương miện, Sampot và Hoa, tất cả đều ám chỉ Apsara được đại diện tại Angkor Wat. Nữ hoàng có ý tưởng dàn dựng lại điệu múa, điều này đã đưa cháu gái đầu tiên của bà, Công chúa Norodom Buppha Devi, con gái của Norodom Sihanouk, trở thành vũ công apsara chuyên nghiệp đầu tiên của kỷ nguyên hiện đại. Công chúa bắt đầu luyện tập vũ điệu năm 5 tuổi và múa điệu apsara lần đầu tiên trong nhiệm kỳ của Vua Norodom Sihanouk.
Năm 1967, công chúa trẻ đẹp với bộ đồ lụa và trang sức lấp lánh, biểu diễn bên dưới những vì sao trên gian hàng mở bên trong các bức tường cung điện, cùng với đoàn múa hoàng gia và dàn nhạc pinpeat. Được chọn bởi bà của cô, Nữ hoàng Sisowath Kossomak, để trở thành một vũ công khi cô chỉ là một đứa trẻ. Cô đã đi lưu diễn khắp thế giới với tư cách là vũ công chính của vai apsara.

### Trang phục

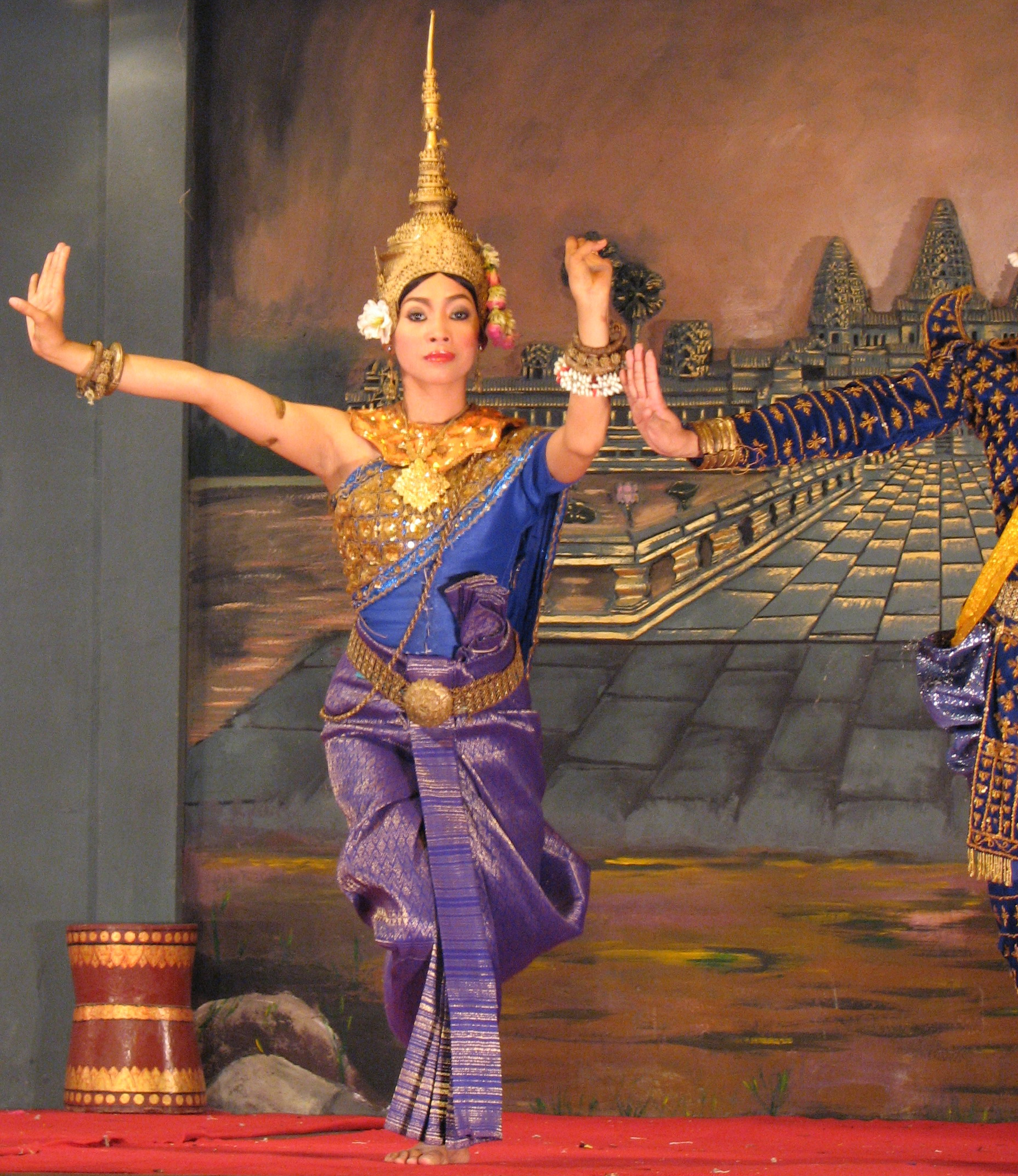
Váy sampot và mũ đội đầu vàng là thứ không thể thiếu của trang phục apsara Campuchia

### Mũ đội đầu
Mũ của apsara có ba chóp nhọn hoặc không có, với hai hàng trang trí hình cầu giống như hình apsara ở Angkor Wat. Mũ của các vũ nữ cấp dưới thường có ba điểm và chỉ có một hàng trang trí hình cầu. Những chiếc vương miện này thường bao gồm những vòng hoa bằng tóc nhân tạo có trang trí công phu. Vương miện năm điểm thường xuyên vắng bóng trong các tiết mục nhảy hiện đại.

### Phụ kiện
Cổ áo trang trí tròn (màu đỏ) này rất dễ nhìn thấy; được tìm thấy ngay dưới cổ, cổ áo được trang trí bằng các chi tiết trang trí bằng đồng màu vàng ánh kim và các thiết kế kết cườm. Các đồ trang trí cầu kỳ thường được trang trí duyên dáng trên hai hàng riêng biệt. Những đồ trang trí bằng đồng bổ sung được tìm thấy treo bên dưới những hàng này, dưới hình dạng của những mũi giáo cong vênh khó mô tả, trong đó lớn nhất nằm ở tâm.
Hoa tai dạng dây buộc, được kết thành chùm, theo truyền thống thường kéo dài gần như đến vai. Đôi hoa tai lủng lẳng này chủ yếu được sao chép từ thiết kế của hoa 'krorsang' (một loại cây có gai lớn với quả chua) và được ưa thích hơn là hoa 'mete' (ớt), loại hoa có hình dáng kém đẹp hơn.
Có tổng cộng bốn loại trang sức đeo tay: kong rak, patrum, kong ngor và sanlek. Loại thứ nhất là một chiếc vòng tay nạm kim cương thực sự đẹp đẽ, một món trang sức đeo tay tinh xảo và trang nhã được trang trí theo kiểu cành cây, loại thứ hai là đồng dày màu vàng cuộn tròn giống như lò xo trong khi loại thứ ba (hai bộ là đeo) là những quả cầu / chùm quả cầu tròn nhỏ được kết nối tinh vi với nhau, chiếc vòng cuối cùng là một viên ngọc tròn dày được trang trí tinh xảo và được trang trí tốt. Ngoài ra, một vũ công Apsara có thể được tìm thấy đang đeo một vòng hoa nhài.
Hai loại trang sức bằng vàng ở mắt cá chân thường được vũ nữ Apsara đeo, loại thứ nhất là kong tong chhuk, thứ hai là kong ngor (hay kong kravel).
Sangvar là một dải hạt được trang trí lỏng lẻo được đeo chéo. Bông hoa vàng được coi là một yếu tố trang trí cơ thể, có thể đeo trên thắt lưng hoặc mang theo khi biểu diễn. Nó cũng có màu vàng và được làm bằng đồng dẻo mỏng.

## Thư viện hình ảnh

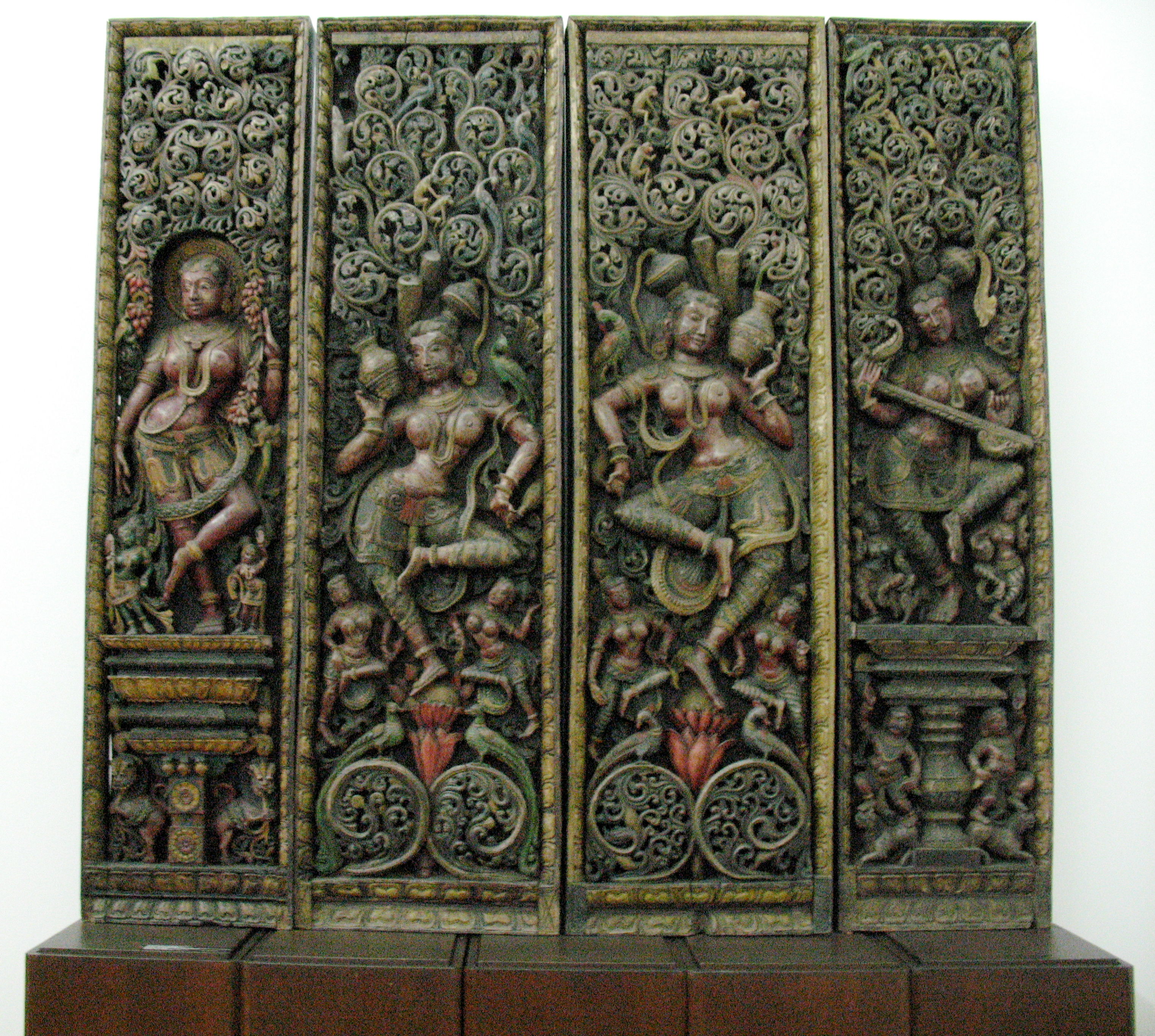
Phù điêu apsara tại một ngôi đền Ấn Độ
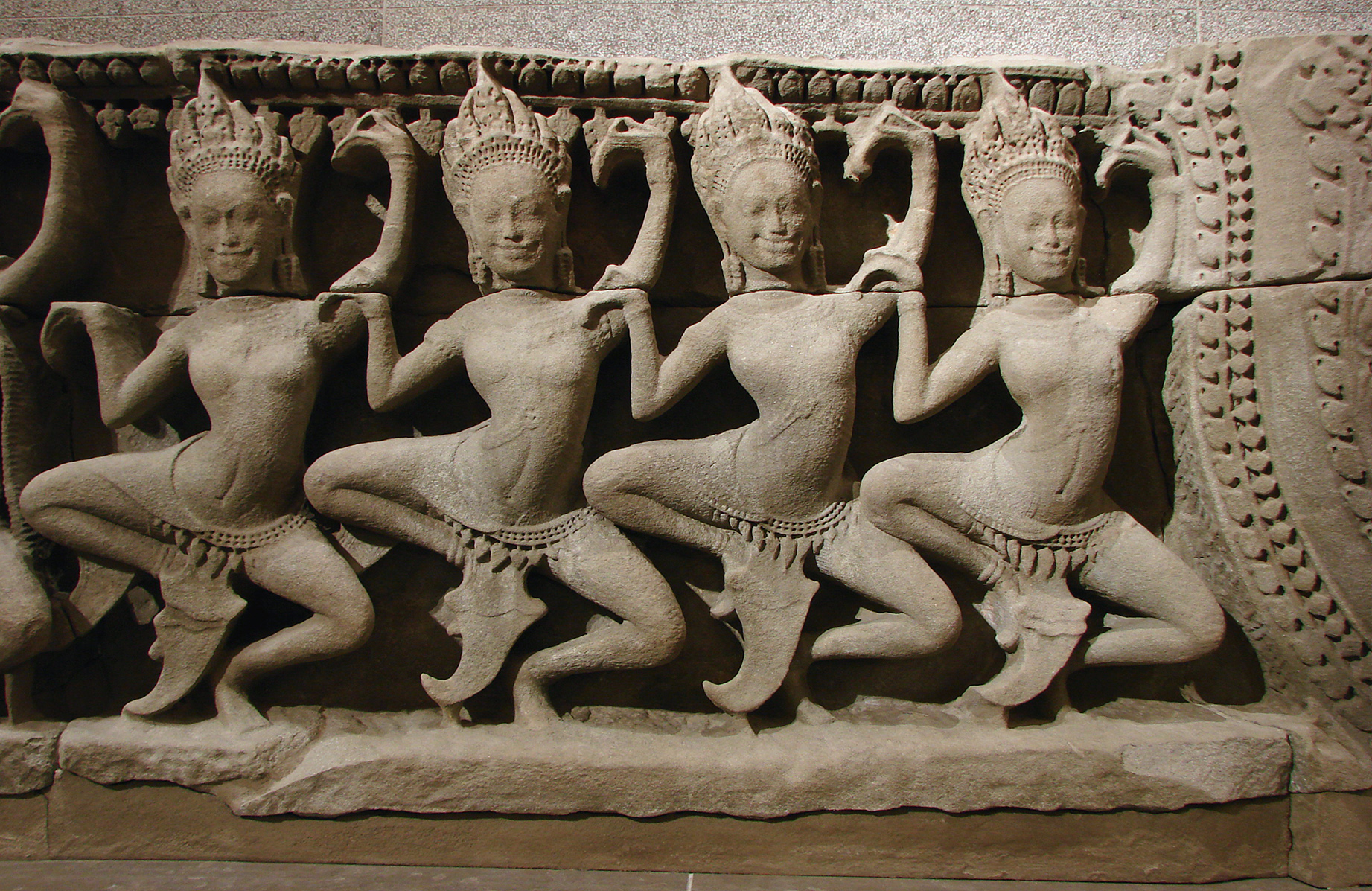
Apsaras múa từ thế kỷ 12 - phù điêu tại đền Angkor ở Cambodia.
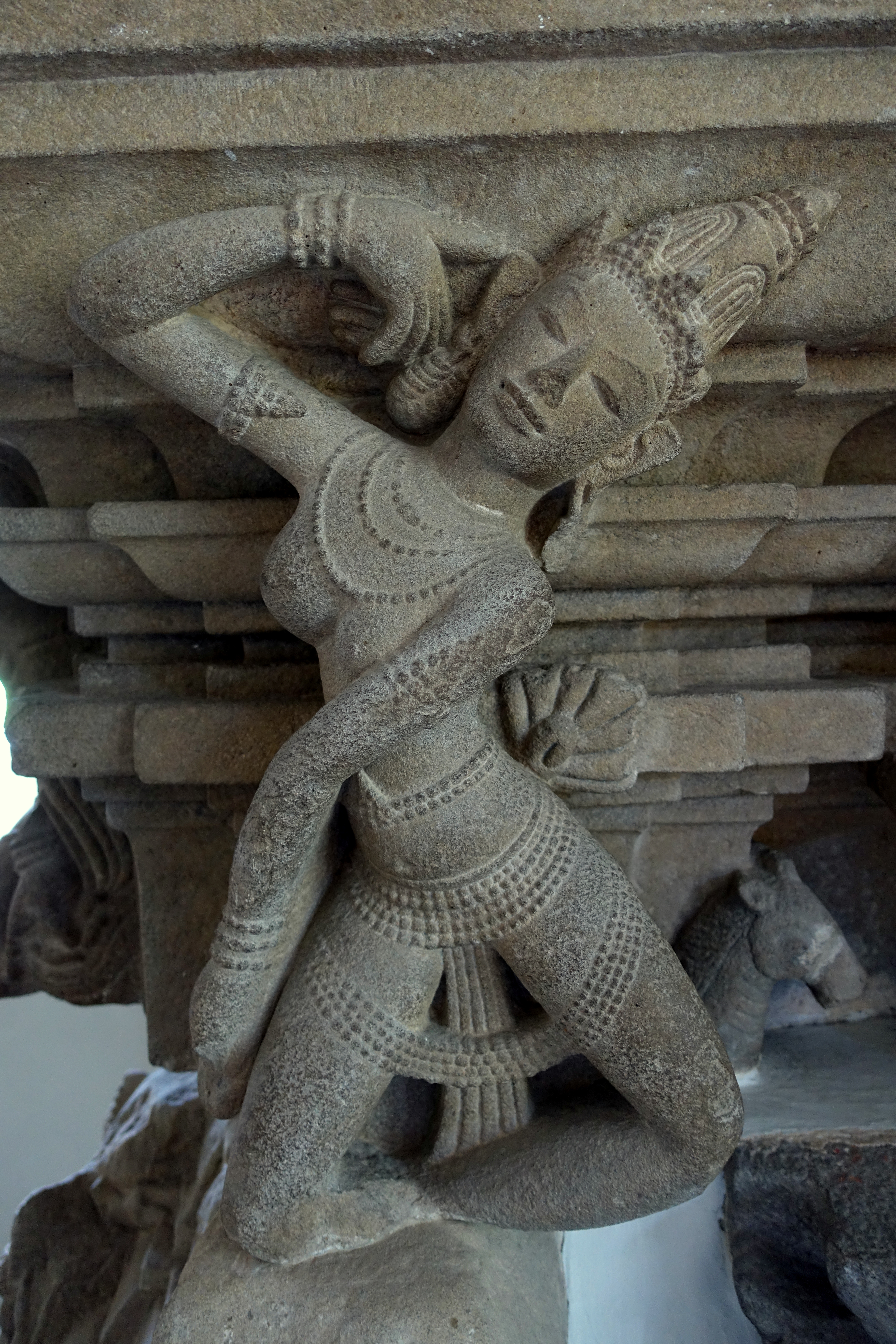
Tượng Apsara Chăm, Trà Kiệu, Quảng Nam
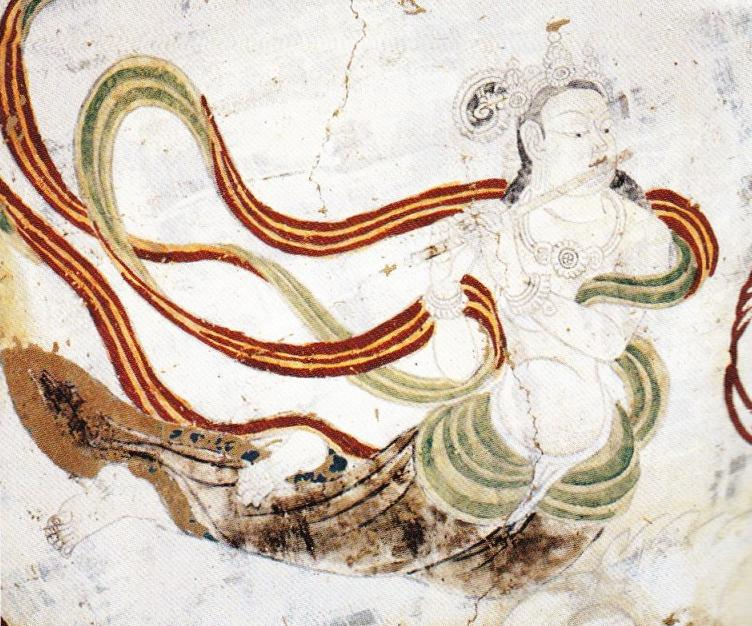
Bức vẽ phi thiên thổi sáo, hang Du Lâm gần Đôn Hoàng, Trung Quốc
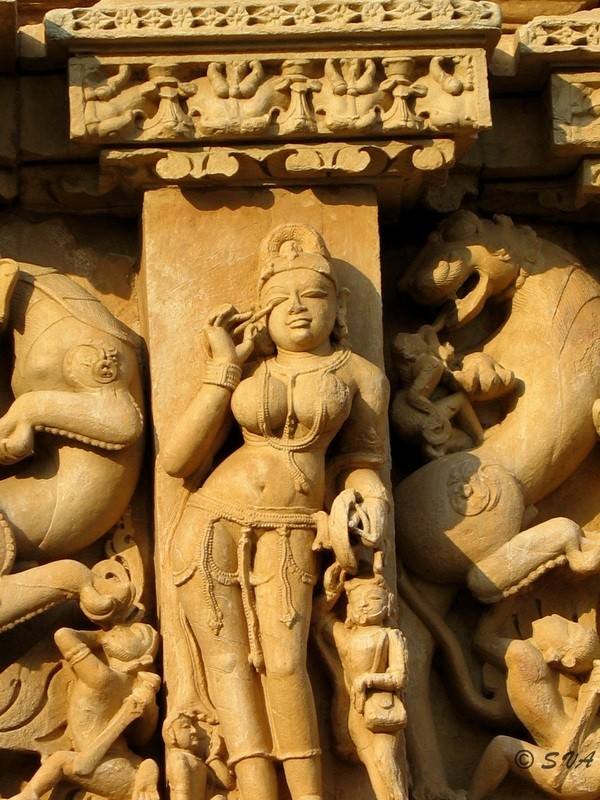
Phù điêu apsara ở đền Khajuraho, Ấn Độ
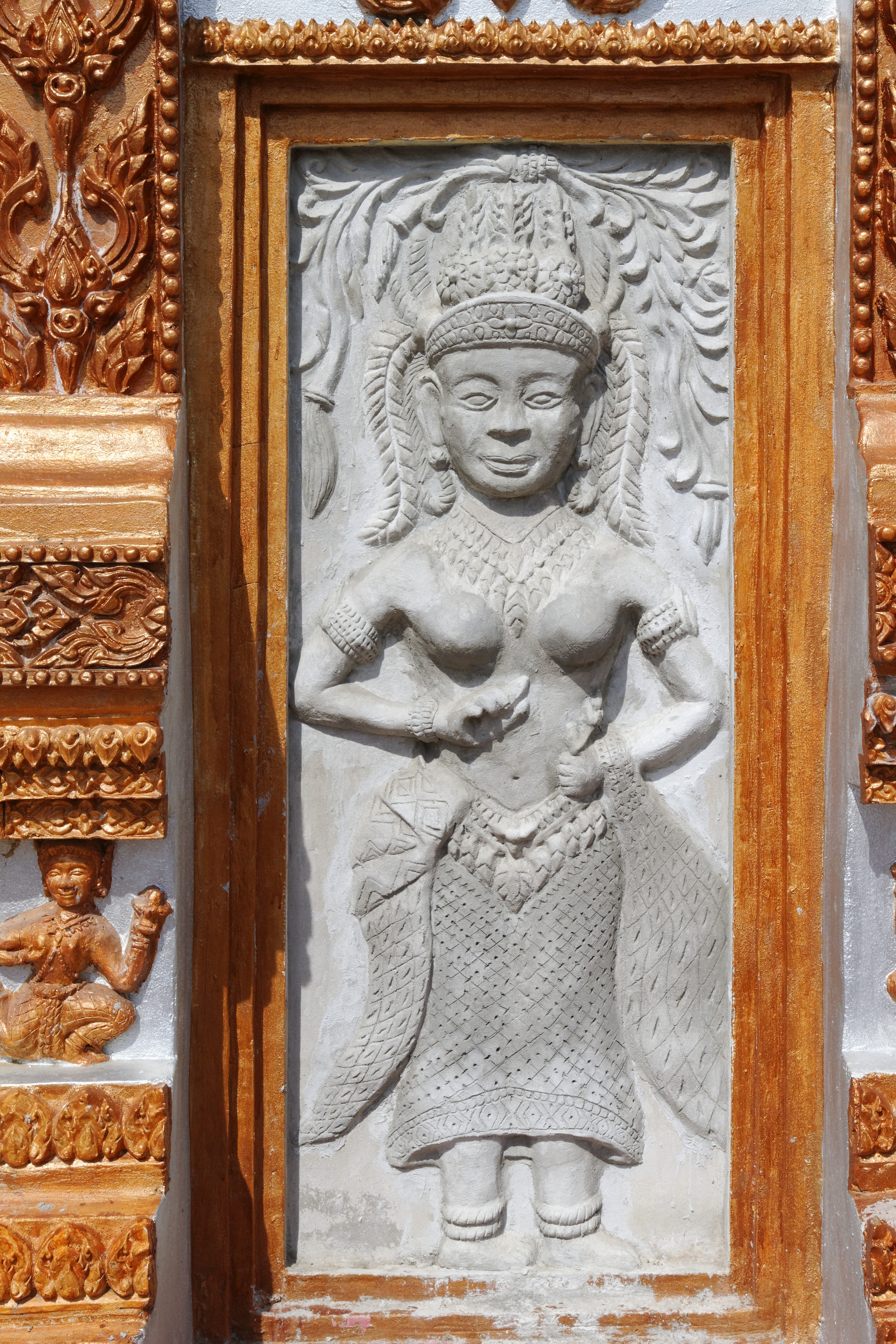
Phù điêu apsara ở Sisaket, Thái Lan
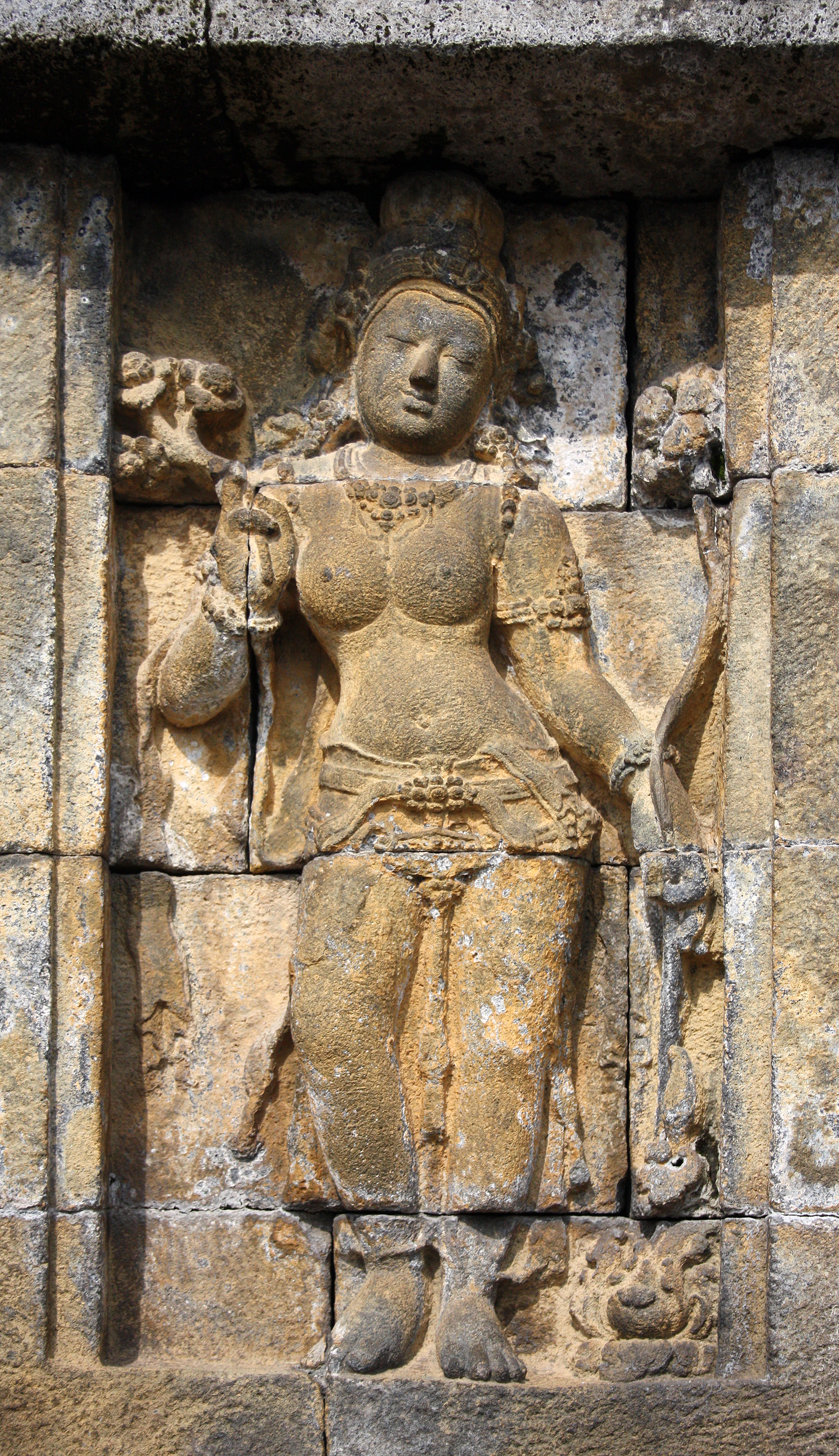
Phù điêu apsara tại Borobudur
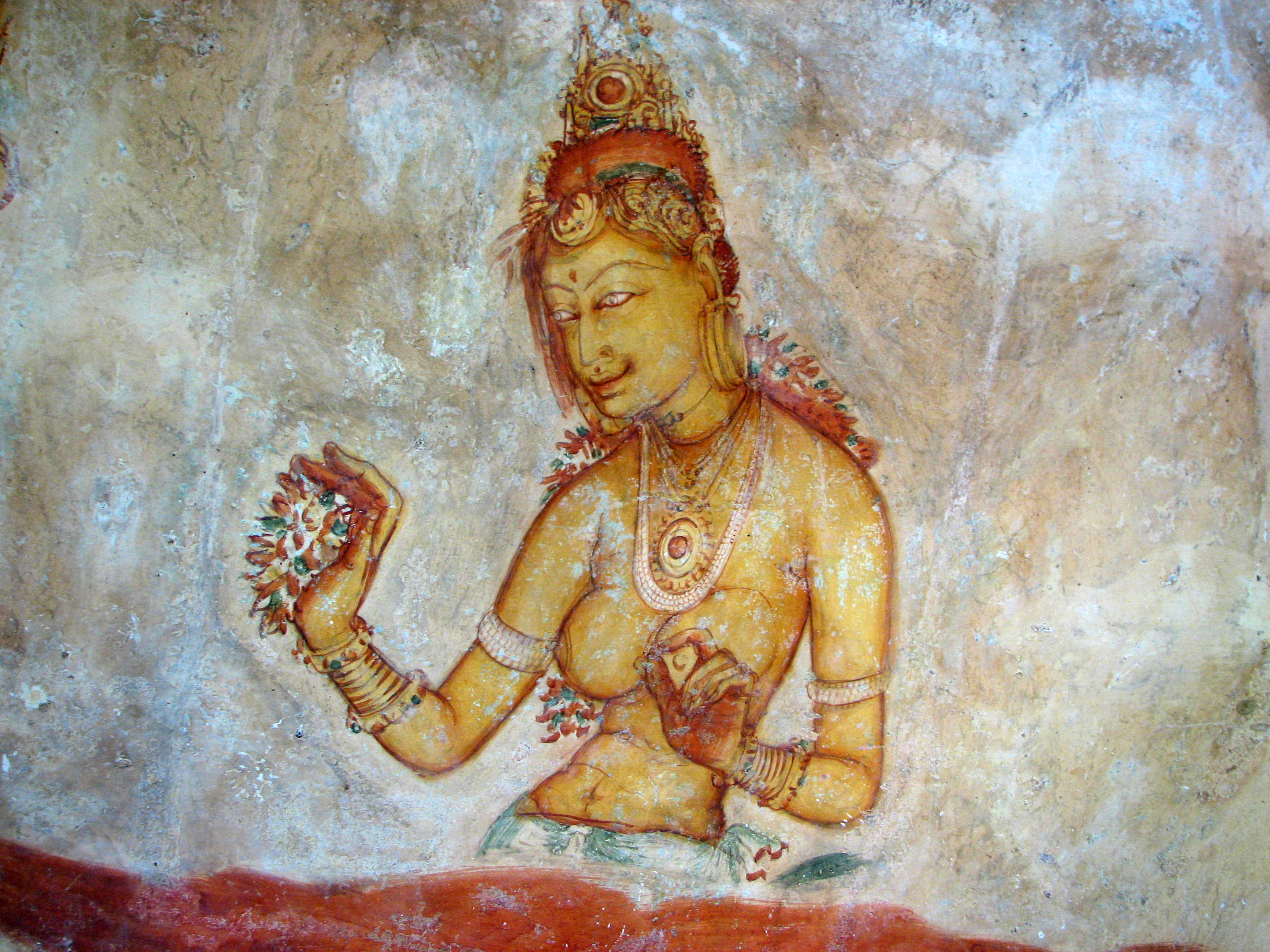
Bức vẽ apsara tại Sigiriya, Sri Lanka
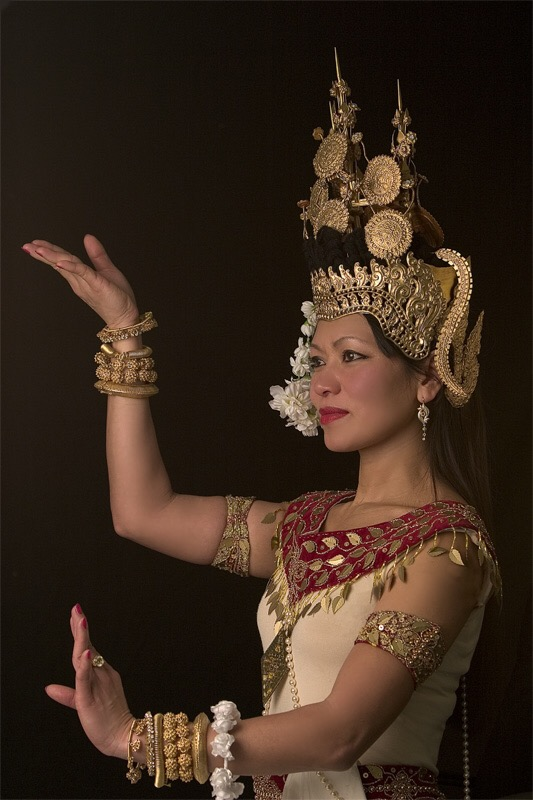
Vũ công apsara Khmer
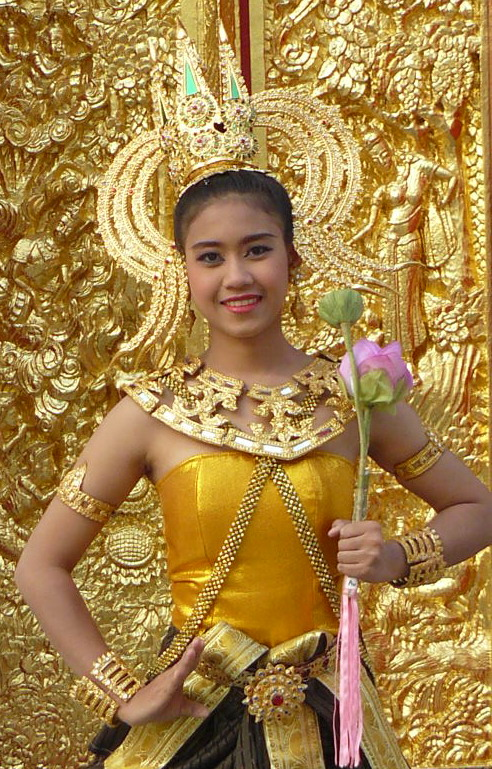
Vũ nữ Thái Lan trong trang phục Apsara ở Wat Phra Thaen
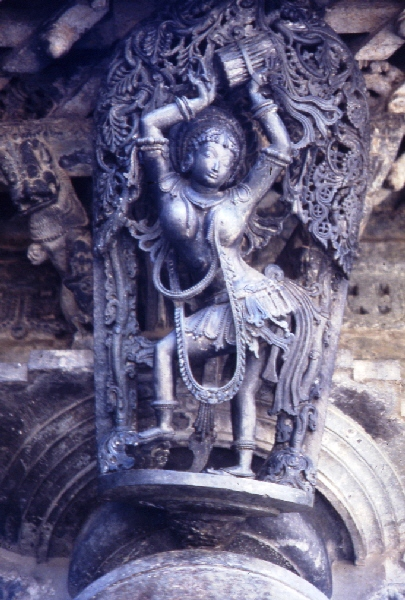
Phù điêu apsara ở Bangalore, Karnataka, Ấn Độ